# Comatospora suttonii
Comatospora suttonii är en svampart som beskrevs av Piroz. & Shoemaker 1971. Comatospora suttonii ingår i släktet Comatospora, divisionen sporsäcksvampar och riket svampar.   Inga underarter finns listade i Catalogue of Life.